# Ina Muller-van Ast
Marina Agatha Müller-van Ast, zich noemende Ina Muller-van Ast (Den Haag, 12 september 1927 – Oss, 20 oktober 2018), was een Nederlands politica namens de PvdA.

## Loopbaan
Müller-van Ast werd geboren in een links-georiënteerd gezin. Ze was getrouwd met Freek Müller, met wie ze een zoon, Jeroen, kreeg.
Ze werkte voordat ze de politiek in ging als medewerkster van een administratiekantoor in Den Haag. In 1966 werd ze lid van de gemeenteraad van Oss en in 1973 ook van de Provinciale Staten van Noord-Brabant. Beide functies behield ze tot 1978. In 1977 werd ze lid van de Tweede Kamer. Ze was lid van de werkgroep volkshuisvesting van de PvdA en in de Kamer was ze woordvoerder op onder meer dit gebied. Met name de volksgezondheid werd het vakgebied waar zij zich het meest mee bezig heeft gehouden. Verder maakte ze zich ook druk om seksueel geweld tegen vrouwen. Van 1986 tot 1989 was Müller ondervoorzitster van de vaste commissie voor het gehandicaptenbeleid.
Op 28 april 1989 werd Müller-van Ast benoemd tot Ridder in de Orde van de Nederlandse Leeuw. In september van dat jaar verliet ze de politiek.
In 2014 kwam zij even terug en was ze, op 86-jarige leeftijd, nog lijstduwer voor de Partij van de Arbeid bij de gemeenteraadsverkiezingen in haar woonplaats Oss.
Ina Muller-van Ast overleed in 2018 op 91-jarige leeftijd.
- Parlement.com: vg09lli4zmzg